# Tschotyrboky
Tschotyrboky (ukrainisch Чотирбоки; russisch Четырбоки Tschetyrboki) ist ein Dorf in der ukrainischen Oblast Chmelnyzkyj mit etwa 1000 Einwohnern (2024).

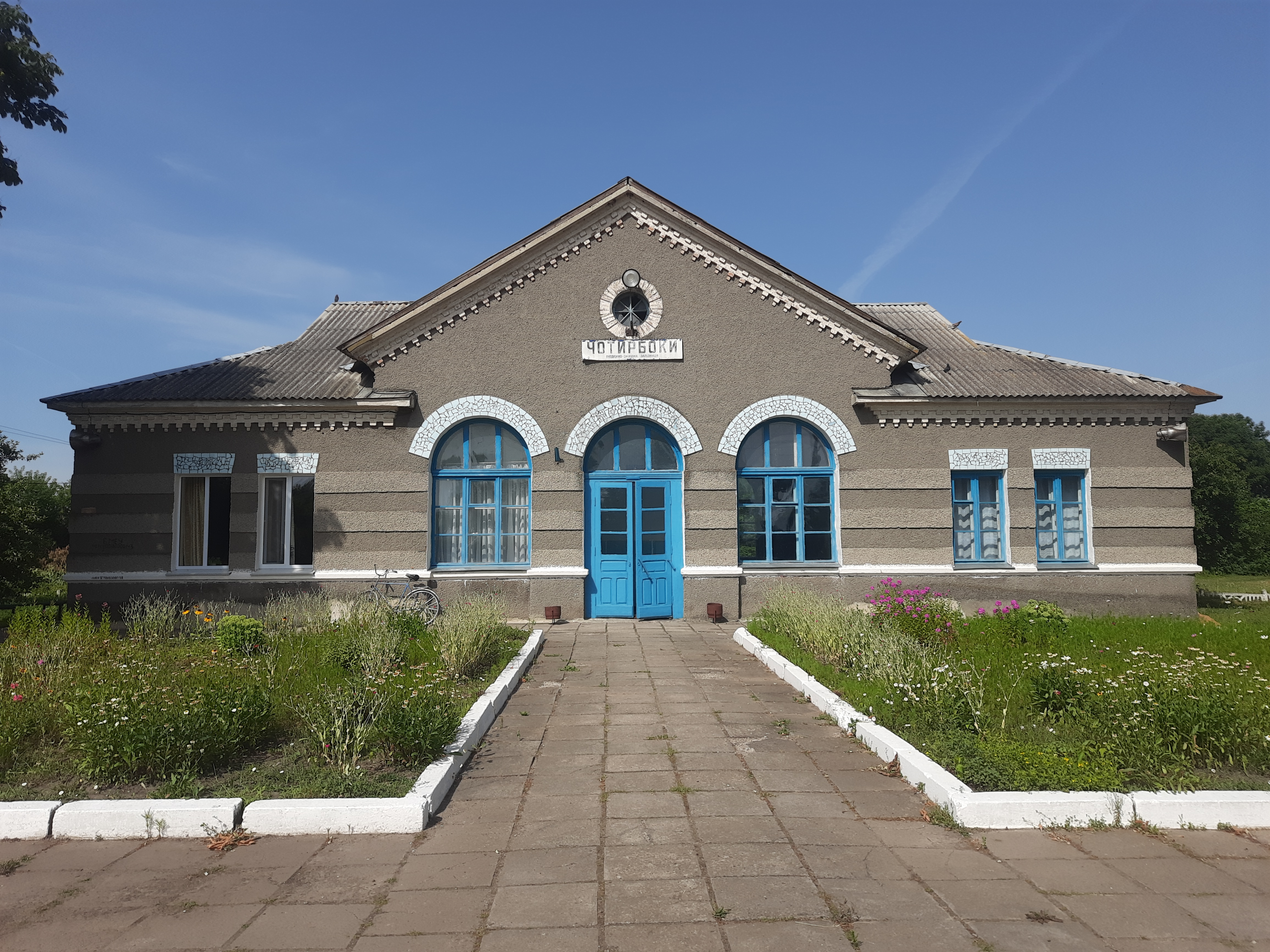
Bahnhof im Ort

Die 1480 gegründete Ortschaft im Rajon Schepetiwka und besitzt eine Bahnstation an der Bahnstrecke Schepetiwka–Starokostjantyniw.
Tschotyrboky liegt 84 km nördlich von Chmelnyzkyj und etwa 25 km südlich vom Rajonzentrum Schepetiwka. Am Ort vorbei führen die Regionalstraßen P−32 und P−05.
Am 13. September 2016 wurde das Dorf ein Teil der neugegründeten Landgemeinde Lenkiwzi, bis dahin bildete es die gleichnamige Landratsgemeinde Tschotyrboky (Чотирбоківська сільська рада/Tschotyrbokiwska silska rada) im Süden des Rajons Schepetiwka.

## Persönlichkeiten
- Halyna Pundyk (* 7. November 1987); Olympiasiegerin und Weltmeisterin im Säbelfechten